# Charles Elmer
Charles Wesley Elmer (1872-1954) fue un astrónomo aficionado estadounidense. Aunque originariamente trabajó como taquígrafo en un tribunal, a partir de 1937 se dedicó a la compañía óptica Perkin-Elmer, de la que fue cofundador.

## Semblanza
Nació en la Ciudad de Nueva York, y pasó la mayor parte de su vida empleado como taquígrafo de un tribunal. Aun así, desarrolló una gran dedicación a la astronomía y a los telescopios ópticos, sus aficiones preferidas. 
En 1936 conoció a Richard Scott Perkin, con quien abrió un negocio de óptica en Nueva York, que con el paso del tiempo se convertiría en la compañía de óptica Perkin-Elmer, oficialmente inscrita el 19 de abril de 1937. Charles Elmer ocupó el cargo de secretario-tesorero de la compañía Perkin-Elmer hasta que se retiró en 1949.
Se casó con May Custer, sobrina nieta del General Custer.
En 1937 le fue otorgado el Premio al Mérito de la Asociación Americana de Observadores de Estrellas Variables por sus "servicios a lo largo de mucho tiempo y por su devoción a las actividades de la
Asociación".

## Eponimia
- El cráter lunar Elmer lleva este nombre en su honor, al igual que el asteroide (2493) Elmer.